# Бад-Кёнигсхофен-им-Грабфельд
Бад-Кёнигсхофен-им-Грабфельд (нем. Bad Königshofen im Grabfeld) — город и городская община в Германии, курорт, расположен в земле Бавария. 
Подчинён административному округу Нижняя Франкония. Входит в состав района Рён-Грабфельд.  Население составляет 6907 человек (на 31 декабря 2010 года). Занимает площадь 69,52 км². Официальный код  —  09 6 73 141.

## Население
По оценке на 31 декабря 2015 года население общины Бад-Кёнигсхофен-им-Грабфельд составляет 6034 чел. 

| Дата      | 1840 | 1871 | 1900 | 1925 | 1939 | 1950 | 1961 | 1970 | 1987 | 2011 |
| --------- | ---- | ---- | ---- | ---- | ---- | ---- | ---- | ---- | ---- | ---- |
| Население | 3840 | 4164 | 3895 | 4196 | 4231 | 6231 | 5610 | 5715 | 5901 | 5935 |

| Год       | 1960 | 1970 | 1980 | 1990 | 2000 | 2009 | 2010 | 2011 | 2012 | 2013 | 2014 | 2015 |
| --------- | ---- | ---- | ---- | ---- | ---- | ---- | ---- | ---- | ---- | ---- | ---- | ---- |
| Население | 5558 | 5702 | 5481 | 6411 | 6899 | 6938 | 6907 | 5931 | 5969 | 5961 | 5984 | 6034 |